# Militärflugplatz Landivisiau

i7
i11
i13
Die Base aéronautique navale de Landivisiau (BAN Landivisiau) ist ein Militärflugplatz der französischen Aéronavale, der Marineflieger der Marine nationale. Die Basis liegt in der Region Bretagne im Département Finistère auf dem Gebiet der Gemeinden Bodilis, Saint-Servais, Saint-Derrien, Plougar und Plounéventer. Sie ist die Heimatbasis der französischen Träger-Kampfflugzeuge.

## Geschichte

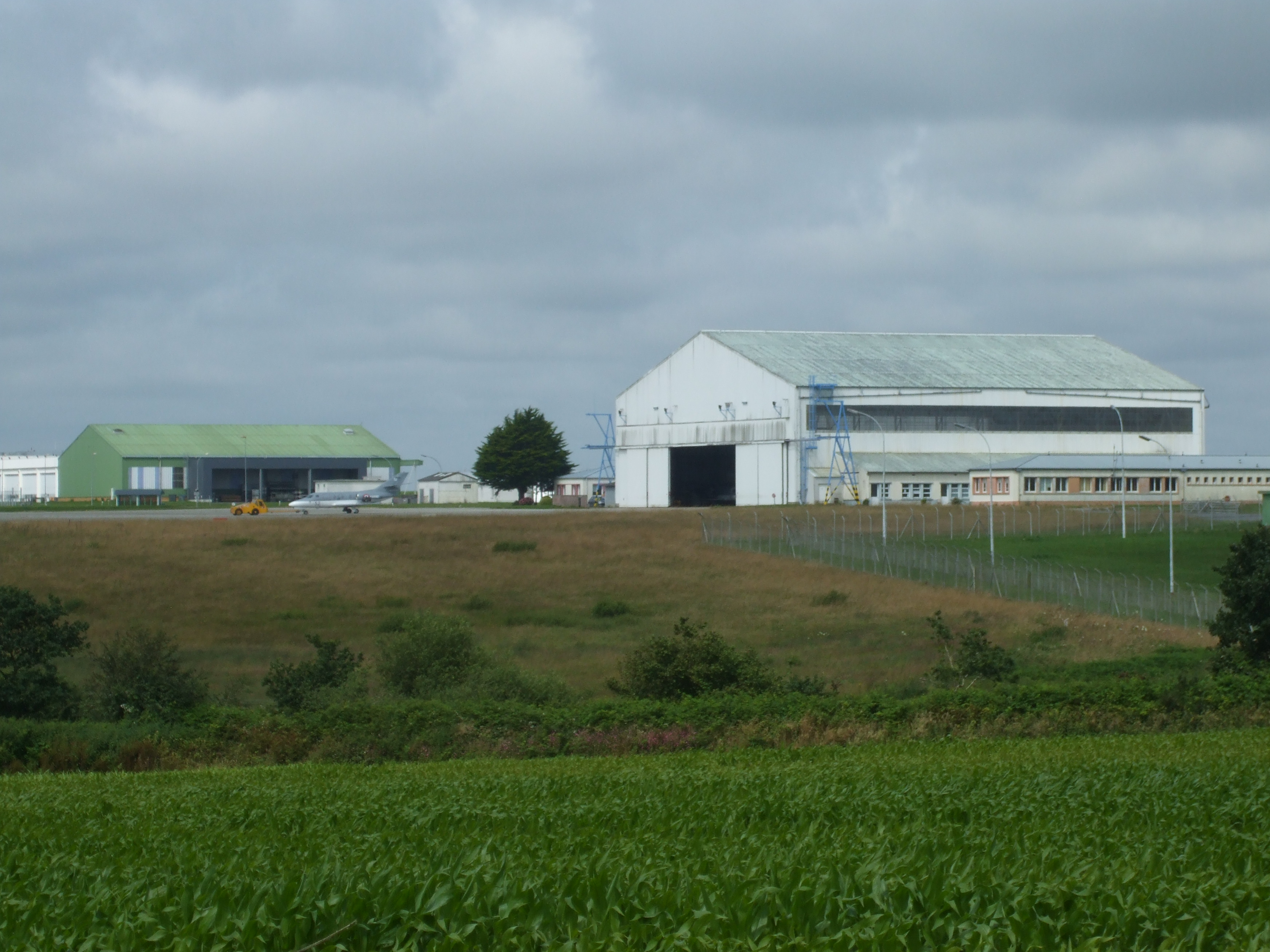
Eine Falcon 10M in Landivisiau, 2012

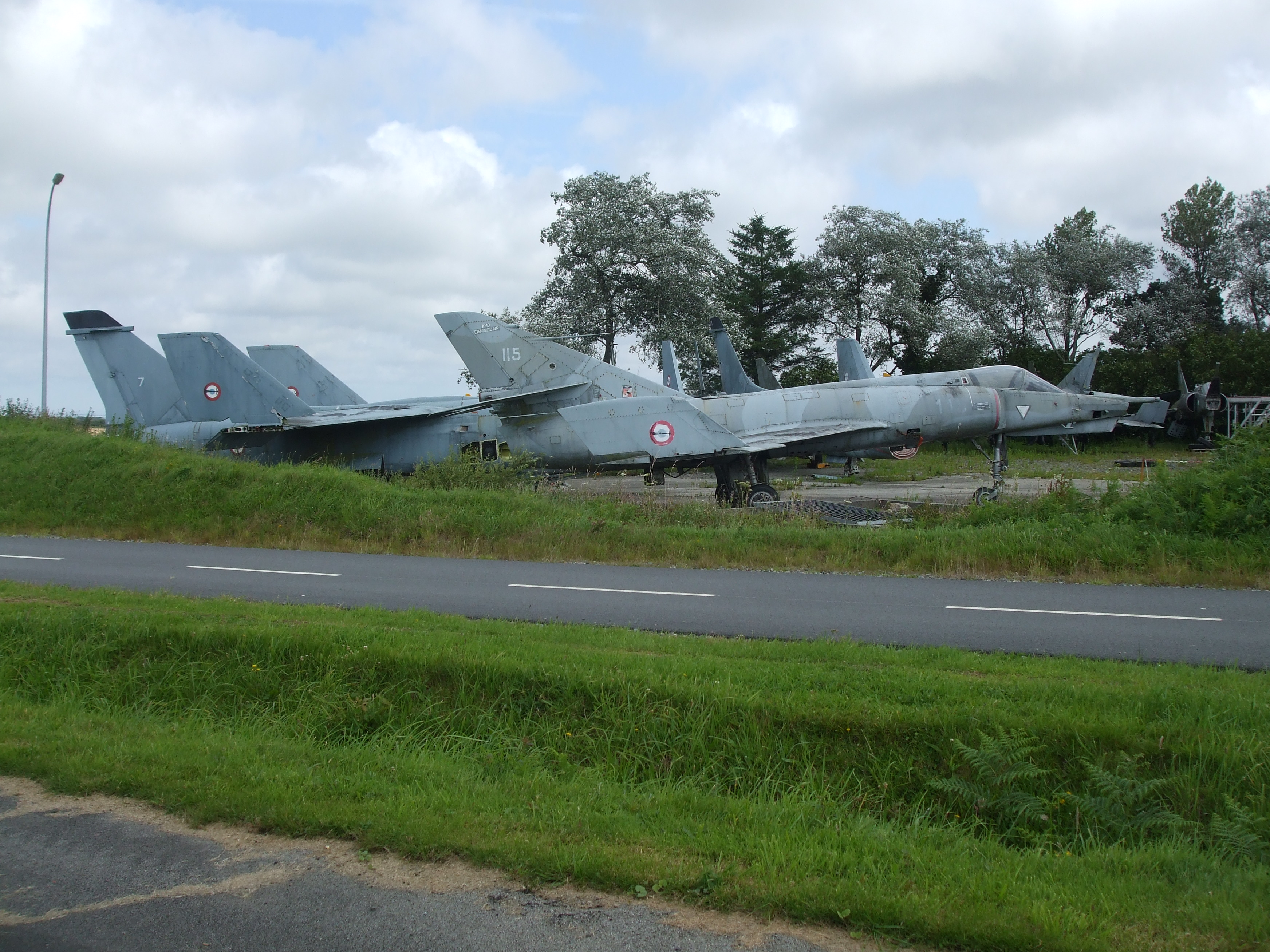
Außer Dienst gestellte Jets in Landivisiau, 2012

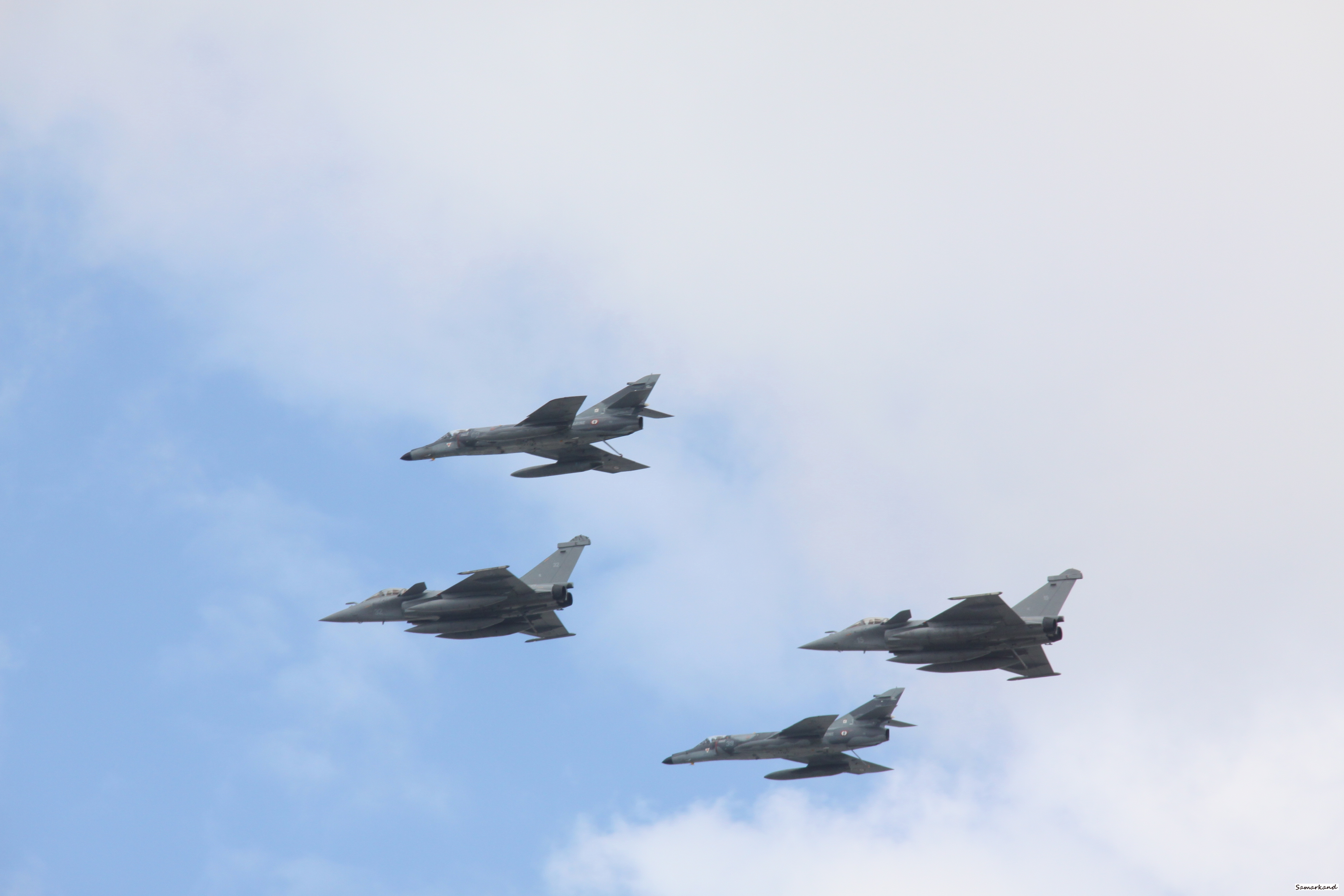
Landivisauer Flugzeuge bei der Tonnerres de Brest, 2012

Nach dem Ende des letzten großen Kolonialkrieges Frankreichs in Algerien und einhergehend mit dem Aufbau der sowjetischen Nordflotte während des Kalten Krieges verlagerte sich das Operationsgebiet der französischen Marine Anfang der 1960er Jahre in den Nordatlantik. Die bisher hauptsächlichen am Mittelmeer stationierten Trägerkampfflugzeuge sollten daher in die Bretagne in die Nähe des dortigen Kriegshafens Brest verlegt werden. Hierzu entstand ein neuer großzügig dimensionierter Stützpunkt.
Die neue Landbasis für die französischen Trägerkampfflugzeuge wurde 1965 eröffnet. Sie war zunächst ab 1967 Heimatbasis von zwei Staffeln Étendard-IVM/P-Jagdbombern und im gleichen Jahr wurden noch zwei Staffeln F-8E-Crusader-Jäger aufgestellt.
Später wurde der Platz zusätzlich Stützpunkt von Verbindungs- und Schulflugzeugen. Die Ablösung der ersten Étendard durch die Super Étendard begann 1978. Die letzten (weltweit überhaupt) aktiven Crusader wurden Ende 1999 außer Dienst gestellt, ein Jahr bevor Ende 2000 die ersten Rafale M bei der Flottille 12F eintrafen (weltweit die ersten auf einem Einsatzflugplatz).
Das NATO Tiger Meet fand 2008 in Landivisiau statt und die Rafales kamen, stationiert auf der Charles de Gaulle, 2011 beim Internationalen Militäreinsatz in Libyen 2011 zum Einsatz. Im gleichen Jahr wurde mit der
Flottille 11F eine zweite Rafale-Staffel aufgestellt.
Die letzten im Dienst der Flottille 17F stehenden Super Étendards wurden im Juli 2016 außer Dienst gestellt und auch diese Einheit erhielt im Anschluss die Rafale M.

## Heutige Nutzung
Die Aéronavale nutzt die Basis zurzeit (2022) wie folgt:
- Flottille 11F, 12F und 17F, drei Staffeln Mehrzweckkampfflugzeuge Dassault Rafale M
- Escadrille 57S, eine Staffel Schulflugzeuge für die Seeraumüberwachung Dassault Falcon 10M

Hinzu kommen einige nicht-fliegende Verbände.